# Making of (2023)
Making of (bra: Cinema é Uma Droga Pesada) é um filme de 2023 dirigido por Cédric Kahn. Estreou fora da competição no Festival de Veneza 2023. No Brasil, foi lançado pela Bonfilm nos cinemas em 11 de abril de 2024, antes do lançamento, foi apresentado no Festival Varilux 2023.

## Sinopse
Em meio a uma produção desastrosa de um filme, um jovem aceita gravar o making of, o que pode ser melhor que o longa.

## Elenco
- Denis Podalydès como Simon
- Jonathan Cohen como Alain / Jim
- Stefan Crepon como Joseph
- Souheila Yacoub como Nadia / Oudia
- Emmanuelle Bercot como Viviane
- Xavier Beauvois como Marquez
- Valérie Donzelli como Alice
- Orlando Vauthier como Jules
- Thaïs Vauquières como Cathy

## Recepção
No agregador de críticas Rotten Tomatoes, na pontuação onde a equipe do site categoriza as opiniões da grande mídia e da mídia independente apenas como positivas ou negativas, tem um índice de aprovação de 60% calculado com base em 5 comentários dos críticos. Por comparação, com as mesmas opiniões sendo calculadas usando uma média aritmética ponderada, a nota alcançada é 4,5/10.